# Edoardo Bulgheroni (1970)
Edoardo Bulgheroni (Varese, 24 aprile 1970) è un imprenditore e dirigente sportivo italiano, presidente della Pallacanestro Varese dal 1996 al 1999.

## Biografia
Primogenito di Antonio Bulgheroni e fratello maggiore di Gianantonio, è amministratore delegato di aziende partner di Lindt & Sprüngli, di cui il padre ha ricoperto per anni il ruolo di presidente. Da presidente della squadra di pallacanestro varesina ha conquistato il decimo scudetto.

## Fonti
- confimprese[collegamento interrotto]